# Route européenne 692
Pour les articles homonymes, voir Route 692.
La route européenne 692 est une route reliant Batoumi à Samtredia.